# En förbryllande natt
En förbryllande natt (originaltitel: Topper Returns) är en amerikansk komedifilm från 1941 i regi av Roy Del Ruth. Filmen fick senare en ny svensk titel, Spöke på vift. Filmen var den tredje och sista filmen som gjordes om paret Toppers övernaturliga äventyr, byggda på Thorne Smiths böcker från 1930-talet (de föregående var Det spökar i sta'n och Det spökar på Rivieran). Filmen är sedan 1969 i public domain då rättighetsinnehavarna missat att förnya upphovsrätten.

## Rollista
- Joan Blondell - Gail Richards
- Roland Young - Cosmo Topper
- Carole Landis - Ann Carrington
- Billie Burke - Mrs. Topper
- Dennis O'Keefe - Bob
- Patsy Kelly - hembiträde
- H.B. Warner - Mr. Carrington
- Eddie "Rochester" Anderson - chauffören
- George Zucco - Dr. Jeris
- Donald MacBride - Roberts
- Rafaela Ottiano - Lillian¨
- Trevor Bardette - Rama